# Warrel Dane
Warrel Dane (Seattle, Washington; 7 de marzo de 1961-São Paulo, Brasil; 13 de diciembre de 2017) fue un músico y cantante estadounidense, más conocido por ser el vocalista líder de la banda de metal progresivo Nevermore. Fue también el vocalista de la banda Sanctuary, que recientemente se volvió a integrar. Dane fue capacitado e instruido durante cinco años como un cantante de ópera y utilizaba una amplia gama vocal (de entre 5 y 6 octavas, según el maestro de Dane), la cual abarca notas desde las más bajas como A por debajo de C, o A1, hasta notas tan altas como F por encima de C, o F5. Empleaba un falsete muy alto por encima de B♭ debajo de la C soprano, o B♭5, lo cual era muy notorio durante sus días con Sanctuary y Serpent's Knight aunque últimamente lo seguía utilizando con Nevermore.
Warrel y el bajista Jim Sheppard, eran chefs certificados y juntos fundaron su propio restaurante en Seattle. En cuanto a la temática empleada por Dane a la hora de escribir las letras de Nevermore, criticaba la religión y la política, y ha manifestó tener los mismos sentimientos hacia el avance de la tecnología.
Dane lanzó su primer álbum como solista, Praises to the War Machine, el cual salió a la venta el 13 de mayo de 2008 a través de Century Media, trabajando en conjunción con los miembros de Soilwork; Peter Wichers y Dirk Verbeuren.

## Muerte
Murió el 13 de diciembre del 2017, a la edad de 56 años, como resultado de un infarto fulminante al corazón durante su estancia en Sao Paulo, Brasil.

## Discografía
Con Nevermore
- Nevermore (1995)
- In Memory (EP, 1996)
- The Politics of Ecstasy (1996)
- Dreaming Neon Black (1999)
- Dead Heart in a Dead World (2000)
- Enemies of Reality (2003, remixed/remastered in 2005)
- This Godless Endeavor (2005)
- The Year of the Voyager (2008)
- The Obsidian Conspiracy (2010)

Con Serpents Knight
- Released From the Crypt (1983)
- Silent Knight...of Myth and Destiny (2010)(Disc one vocals)

Con Sanctuary
- Refuge Denied (1988)
- Into the Mirror Black (1989)
- Into The Mirror Live (1991)
- The Year the Sun Died (2014)
- Inception ( (2017, recopilatorio)

En solitario
- Praises to the War Machine (2008)

Como invitado
- Behemoth - The Apostasy (2007, vocalista invitado en la canción "Inner Sanctum".)